# Dalia (Israël)
 (mai 2025).
Si vous disposez d'ouvrages ou d'articles de référence ou si vous connaissez des sites web de qualité traitant du thème abordé ici, merci de compléter l'article en donnant les références utiles à sa vérifiabilité et en les liant à la section « Notes et références ».
Pour les articles homonymes, voir Dalia.
Dalia (דַּלִיָּה) est un kibboutz créé en 1939[réf. souhaitée].

## Histoire
Dalia est créé par des membres de l'Hashomer Hatzair. Par des Roumains.